# Миноносцы типа 98M
Миноносцы типа 98 M — миноносцы флота Австро-Венгрии. Принадлежали к третьей модернизированной серии т. н. миноносцев 250-тонного типа, которые предназначались для использования вне прибрежной полосы. Всего было построено 3 корабля, прослуживших под флагом Греции до начала второй мировой войны.
Во флоте им присвоили короткие наименования SM Tb (Seiner Majestät Torpedoboot — миноносец Его Императорского Величества), номера 98, 99, 100 и индекс M по месту постройки (верфь Cantiere Navale Triestino (CNT) в Монфальконе). 21 мая 1917 года буквы убрали из обозначения.

## Описание конструкции
Договор на строительство трех миноносцев заключили 5 июля 1913 года с верфью Cantiere Navale Triestino (CNT). Двухтрубные миноносцы отличались от предыдущих серий конфигурацией корпуса (шире на носу, уже в корме), длинной палубой полубака, доходившей до надстройки, что изменило высоту расположения переднего двухтрубного торпедного аппарата, размещением руля под днищем, и типом паровых турбин: Melms-Pfenniger. Запас топлива составил 17,5 тонн угля и 24 тонны мазута. Во время испытаний Tb 98M развил скорость в 30,6 узлов, превысив запланированные показатели.
Миноносцы Tb 98M, Tb 99M, Tb 100M вооружили двумя 66-мм пушками L/30, зенитным 8-мм пулеметом Schwarzlose, двумя двухтрубными 450-мм торпедными аппаратами. В 1917 году кормовое орудие смонтировали на установке, позволявшей вести зенитный огонь.

## Строительство
| Название   | Дата закладки      | спуск на воду        | вступил в строй      | судьба                                                                |
| ---------- | ------------------ | -------------------- | -------------------- | --------------------------------------------------------------------- |
| SM Tb 98M  | 19 марта 1914 года | 18 ноября 1914 года  | 19 августа 1915 года | передан Греции под названием «Kyzikos», потоплен 25 апреля 1941 года  |
| SM Tb 99M  | 22 марта 1914 года | 17 декабря 1914 года | 29 октября 1915 года | передан Греции под названием «Kios», потоплен 23 апреля 1941 года     |
| SM Tb 100M | 28 марта 1914 года | 15 января 1915 года  | 13 марта 1916 года   | передан Греции под названием «Kydoniai», потоплен 26 апреля 1941 года |

## История службы

### Австро-Венгрия
Миноносцы типа Tb 98М, как и предыдущие серия 250-тонных миноносцев, оказались удачным типом кораблей. Tb 98M, 99M и 100M поступили на службу в австро-венгерский флот в 1915—1916 годах. Они участвовали в боевых действиях в Адриатическом море во время Первой мировой войны. Все корабли пережили войну и по её окончании по репарациям были переданы Греции.

### Греция
Миноносцы были переданы Греции, где их переименовали в «Kyzikos», «Kios», «Kydoniai» соответственно. Миноносцы перевооружили. Кормовая 66-мм пушка была заменена 37-мм зенитной пушкой. Оригинальные торпедные аппараты заменили двумя однотрубными 533-мм торпедными аппаратами.
Во время нападения Германии на Грецию авиация потопила «Kios» 23 апреля 1941 года в Афинской бухте, а через три дня, 26 апреля, «Kydoniai» у города Монемвасия. «Kyzikos» находился на ремонте в Саламине, где его затопил экипаж 25 апреля 1941 года.